# NGC 762
NGC 762 è una galassia a spirale barrata situata nella costellazione della Balena, a una distanza di circa 223 milioni di anni luce dalla nostra Via Lattea.

## Scoperta
La galassia è stata scoperta il 22 novembre 1785 dall'astronomo britannico di origine tedesca William Herschel.

## Descrizione
NGC 762, che ha una classe di luminosità I, è anche una galassia starburst, cioè un centro attivo di formazione stellare, con un nucleo molto brillante nell'ultravioletto. È inclusa anche nel catalogo di Markarian con il codice Mrk 1012 (MK 1012).

## Supernova
La supernova SN 1988ab è stata scoperta all'interno di NGC 762 il 4 dicembre 1988 dall'astronomo statunitense Michael Richmond. Non è stato possibile determinare a quale tipologia appartenesse la supernova.